# 戰友 (1975年電視劇)
《戰友》（韓語：전우）是韓国KBS電視台於1975年6月29日－1978年4月8日起播出的連續劇，該劇在1983年首次翻拍，而2010年因紀念韓戰爆發60週年再次翻拍。故事講述在韓戰中，9個韓國士兵為國家出生入死的故事。

## 1975年版

### 簡介
- 電視台：KBS電視台
- 首　播：1975年6月29日－1978年4月8日
- 時　段：韓國時間每個星期六、日、一晚上7時
- 導　演：張亨一、朱大成
- 編　劇：李相賢、金東賢
- 主　演：羅時燦、張航善、許　營（朝鲜语：허영）、金尚勳、朴海相

### 出演陣容
- 羅時燦 飾 金少尉（排長）
- 姜民浩
- 張航善
- 許　營（朝鲜语：허영）
- 金尚勳
- 朴海相
- 尹德鏞（朝鲜语：윤덕용）
- 千正宇
- 徐相益
- 李炫斗
- 安光鎮
- 宋在浩（朝鲜语：송재호）
- 孟虎林
- 趙在勳（朝鲜语：조재훈）

## 1983年版

### 簡介
- 電視台：KBS電視台
- 首　播：1983年9月1日－1984年10月25日
- 時　段：韓國時間每個星期四晚上8時
- 導　演：鄭英哲
- 主　演：姜民浩、金時源（朝鲜语：김시원 (1947년)）、張七群、李文煥、金允亨

### 出演陣容
- 姜民浩 飾 姜上士（排長）
- 金時源（朝鲜语：김시원 (1947년)）
- 張七群
- 李文煥
- 金允亨
- 朴海相
- 金天萬
- 趙在勳（朝鲜语：조재훈）

## 外部連結
- Archive.today的存檔，存档日期2012-12-02 